# Aline Zeler
Aline Zeler (født 2. juni 1983) er en belgisk fodboldspiller, der spiller som angriber for KRC Genk i Belgiske Kvinders Super League. Fra 2018 til 2020 spillede hun for PSV, fra 2017 til 2018 spillede hun for RSC Anderlecht. Fra 2010 til 2017 spillede hun for Standard Liège. Hun har også spillet for det belgiske førstedivisionshold K Sint-Truidense VV. Hun var topscorer i det belgiske fodboldmesterskab i 2010 og 2011.
Zeler har været en del af Belgiens landshold fra 2005 til 2019. Hun har rekorden for flest spillede landskampe for Belgien med 111 kampe.

## Titler
- Belgiske liga: 2011
- Belgisk cup: 2006
- BeNe Super Cup: 2011